# توقيت غرب إفريقيا
|  | ت ع م−01:00 | توقيت الرأس الأخضر                                                                |
|  | ت ع م±00:00 | توقيت غرب أوروبا، توقيت غرينيتش                                                   |
|  | ت ع م+01:00 | توقيت وسط أوروبا، توقيت غرب إفريقيا، توقيت غرب أوروبا الصيفي                      |
|  | ت ع م+02:00 | توقيت شرق أوروبا، توقيت وسط إفريقيا، توقيت غرب إفريقيا الصيفي، توقيت جنوب إفريقيا |
|  | ت ع م+03:00 | التوقيت العربي القياسي، توقيت شرق إفريقيا                                         |
|  | ت ع م+04:00 | توقيت موريشيوس، توقيت سيشل                                                        |

توقيت غرب إفريقيا WAT هو التوقيت المستخدم في غرب أفريقيا.
يستخدم توقيت غرب أفريقيا في البلدان التالية:
- الجزائر
- أنغولا
- بنين
- تشاد
- الكاميرون
- جمهورية أفريقيا الوسطى
- جمهورية الكونغو الديمقراطية (الغربية)
- غينيا الإستوائية
- الغابون
- المغرب
- النيجر
- نيجيريا
- جمهورية الكونغو
- تونس